# Exodus: An Epic Poem in Thirteen Books

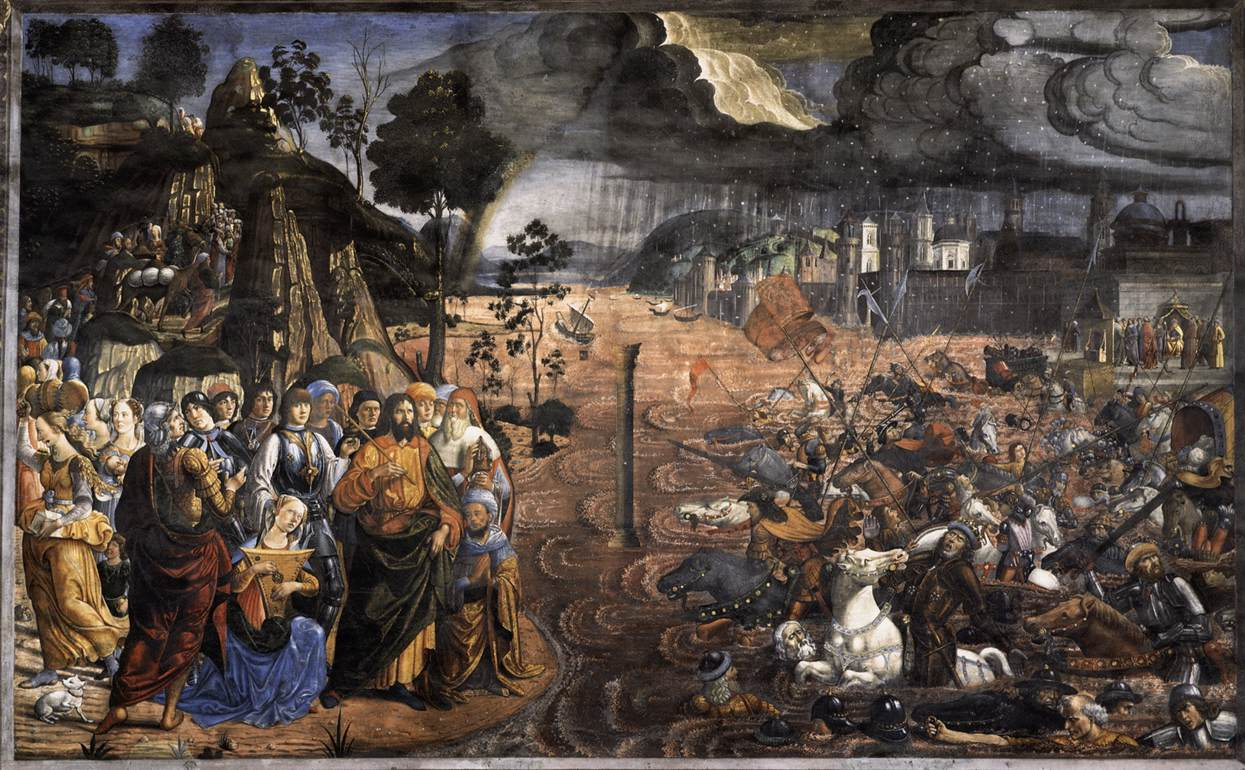
Cosimo Rosselli, Przejście Izraelitów przez Morze Czerwone

Exodus: An Epic Poem in Thirteen Books – epos dziewiętnastowiecznego angielskiego poety Charlesa Hoyle'a, opublikowany w Londynie w 1807 przez J. Hatcharda, księgarza Jej Królewskiej Mości. Utwór jest opatrzony dedykacją dla księcia Marlborough: To His grace, George, Duke of Marlborough, K.G. etc. etc. etc. the following poem is most respectfully inscribed by His devoted servant, the author. Składa się z trzynastu ksiąg. Jest napisany wierszem białym (blank verse). Blank verse, czyli nierymowany pentametr jambiczny, to znaczy sylabotoniczny dziesięciozgłoskowiec, w którym akcenty spoczywają na parzystych sylabach wersu, został wprowadzony do poezji angielskiej w XVI wieku przez Henry'ego Howarda, hrabiego Surrey. Opowiada o wyjściu Izraelitów z Egiptu, plagach zesłanych na Egipcjan przez Boga i przejściu suchą nogą przez Morze Czerwone.

Israel form Egypt through the parted deep
Securely led (the type of man redeem'd)
I enterprise to sing: yet nor invoke
The daughters of Mnemosyne and Jove
Nor call from Patara the laureate god
That fir'd the Sibyl in Cumaean grot
Or Delphic valley. Harps of Solyma
Invite me rather, and direct my paths
To the perpetual mountains, there to walk
With patriarchs and with prophets, there derive
From the pure fountain everlasting streams
Of truth and wisdom.

Zobacz też: The Mosiad, or Israel Delivered, Izrael w Egipcie (epos)